# هور-غرنتسهاوزن
هوهر غرنزهاوزن (بالألمانية: Höhr-Grenzhausen) هي بلدة ألمانية تقع في ألمانيا في راينلند بالاتينات.[بحاجة لمصدر]  يقدر عدد سكانها بـ 9,430 نسمة .